# Monumento a los Héroes de Iquique
Monumento a los Héroes de Iquique är ett monument i Chile.   Det ligger i provinsen Provincia de Valparaíso och regionen Región de Valparaíso, i den södra delen av landet, 100 km nordväst om huvudstaden Santiago de Chile. Monumento a los Héroes de Iquique ligger 20 meter över havet.
Terrängen runt Monumento a los Héroes de Iquique är kuperad söderut, men norrut är den platt. Havet är nära Monumento a los Héroes de Iquique åt nordväst. Runt Monumento a los Héroes de Iquique är det mycket tätbefolkat, med 1 135 invånare per kvadratkilometer.. Närmaste större samhälle är Valparaíso, 0,18 km sydost om Monumento a los Héroes de Iquique. 
Runt Monumento a los Héroes de Iquique är det i huvudsak tätbebyggt.